# Казаков, Николай Александрович
Николай Александрович Казаков (18 декабря 1955, Мурманск, СССР — 3 августа 2021, Южно-Сахалинск, Российская Федерация) — российский учёный, специалист по снежным лавинам и селевым потокам, популяризатор науки. Кандидат геолого-минералогических наук. Руководитель лаборатории экзогенных геодинамических процессов и снежного покрова Специального конструкторского бюро средств автоматизации морских исследований ДВО РАН. Директор Научно-исследовательского центра по изучению геодинамических процессов «Геодинамика». Организатор научных экспедиций по изучению лавин и селевых потоков, экспериментов по натурному моделированию селей. Внёс заметный вклад в теорию исследования лавин. Разработчик нормативных документов по инженерной защите от лавин и селей. Член программных комитетов международных научных конференций «Селевые потоки: катастрофы, риск, прогноз, защита»  , «Лавины и смежные вопросы», симпозиумов «Физика, химия, механика снега». Член Президиума Селевой ассоциации.

## Научная деятельность
1978 — окончил кафедру криолитологии и гляциологии географического факультета Московского государственного университета имени М. В. Ломоносова.
1978—1985 гг. — инженер, старший инженер снеголавинных подразделений Сахалинского управления по гидрометеорологии (УГМС); начальник Чамгинской снеголавинной экспедиции Сахалинского УГМС.
1985—1988 гг. — начальник горно-лавинного участка «Новый рудник» Цеха противолавинной защиты ПО «Апатит» (Кировск, Мурманская область).
1989—1996 гг. — сотрудник Сахалинского УГМС: ведущий гляциолог Бюро расчетов и справок; начальник Чамгинской снеголавинной экспедиции; начальник противолавинного отряда снеголавинной службы; заместитель начальника снеголавинной службы; заместитель начальника Сахалинского регионального противолавинного центра.
1997—2002 гг. — ученый секретарь Научно-экспертного совета при Правительстве Сахалинской области.
1997—2002 гг. — ученый секретарь Сахалинского отделения Международной академии наук о природе и обществе (МАНПО).
2000—2002 гг. — научный консультант исполнительной дирекции Федеральной целевой программы «Социально-экономическое развитие Курильских островов Сахалинской области РФ».
1998 г., 2002 г. — заместитель по науке председателя комитета экономики Правительства Сахалинской области.
2002—2018 гг. — заместитель директора по научной работе, с 2009 г. — директор Сахалинского филиала Дальневосточного геологического института (ДВГИ) ДВО РАН. Создатель и заведующий лабораторией лавинных и селевых процессов.
2018—2021 гг. — директор научно-исследовательского центра изучения и контроля геосистем переходных зон Специального конструкторского бюро автоматизации морских исследований (СКБ САМИ) ДВО РАН, создатель и руководитель лаборатории экзогенных геодинамических процессов и снежного покрова.
2003—2021 гг. — директор автономной некоммерческой организации Научно-исследовательский центр по изучению геодинамических процессов «Геодинамика».
В 2000 г. защитил диссертацию на соискание ученой степени кандидата геолого-минералогических наук «Геологические и ландшафтные критерии оценки лавинной и селевой опасности при строительстве линейных сооружений (на примере о. Сахалин)» по специальностям «Общая и региональная геология» и «Инженерная геология, мерзлотоведение и грунтоведение» (защита в диссертационном совете Института литосферы РАН в Москве). С 2011 г. — доцент по специальности «Инженерная геология, мерзлотоведение и грунтоведение».
Создал методологию расчета рисков от воздействия лавинных и селевых процессов. Внес заметный вклад в теорию исследования лавин. Предложил рассматривать текстуру снежной толщи как детерминированный фрактал, а фронт лавины как уединенную волну — солитон. Автор и соавтор 172 научных публикаций о снежном покрове, лавинах, селях; по защите от снежных лавин, селевых потоков, оползней, русловых процессов; о физических характеристиках снега; о самоорганизации диссипативных структур при экзогенных геодинамических процессах; по экологии и философии. Соавтор 7 монографий.
Организатор экспедиций по изучению лавин и селей в Хибинах, на Сахалине, Курилах, Кавказе, в Забайкалье .
Организатор экспериментов по натурному моделированию селей.
Заместитель главного редактора журнала «Гидросфера. Опасные процессы и явления». Член редколлегии журнала «ГеоРиск».
Популяризатор науки. Неоднократно выступал в СМИ.

## Экспертиза и участие в профессиональных организациях
Председатель экспертной комиссии государственной экологической экспертизы Гостехнадзора РФ по Сахалинской области (2002—2004 гг.).
Член государственной комиссии Росприроднадзора Министерства природных ресурсов Российской Федерации (МПР РФ) по проведению проверки соблюдения природоохранного законодательства при реализации проекта «Сахалин-2» (2006 г.). Выступал с критикой проекта на основании прогнозов динамики экзогенных процессов.
Председатель экспертной комиссии государственной экологической экспертизы Росприроднадзора МПР РФ (2006 г.).
Региональный представитель по Сахалинской области СРО НП «Ассоциация инженерных изысканий в строительстве» (2007—2010 гг.).
Член рабочей группы Государственной корпорации «Олимпстрой» по рассмотрению вопросов, связанных с управлением природными рисками при проектировании и строительстве олимпийских объектов (2010—2014 гг.).
Участвовал в экспертизе по вопросам защиты олимпийских объектов от лавинных и селевых процессов АНО «Оргкомитет «Сочи 2014» (2011—2013 гг.).
Учёный секретарь (1996—2003 гг.), член (2003—2021 г.) научно-экспертного совета при Правительстве Сахалинской области.
Член координационного совета по строительству при министерстве строительства Сахалинской области. Член консультативного совета по инвестиционно-строительной деятельности при администрации города Южно-Сахалинска.
Член Президиума Селевой ассоциации.
Член НП «Союз изыскателей».
Член Гляциологической ассоциации.
Эксперт Российского научного фонда. Эксперт Российской академии наук.
Организатор международного сотрудничества по изучению снежных лавин.

## Преподавательская работа
1997—2005 гг. Сахалинский государственный университет: спецкурс «Снежный покров и лавины» (географический факультет); курсы «Экология», «Литература Японии» (Институт экономики и востоковедения); курс «Экология» (нефтегазовый факультет); «Снеговедение и лавиноведение», «Мониторинг природного риска» (факультет природопользования).
2003—2004 гг. — заведующий кафедрой геоэкологии и мониторинга факультета природопользования Сахалинского государственного университета.
2010—2012 гг. — преподаватель на курсах повышения квалификации работников проектных и строительных организаций (Министерство строительства Сахалинской области; Дальневосточный государственный университет путей сообщения): курс лекций «Опасные экзогенные процессы в Сахалинской области и их оценка при проектно-изыскательских работах».
2016—2020 гг. — преподаватель кафедры гидрологии суши Института наук о Земле Санкт-Петербургского государственного университета. Участвовал в разработке новой образовательной программы магистратуры «Опасные гидрологические явления: от мониторинга до принятия решений», разработал программы по разделам «Лавинные процессы», «Селевые процессы», «Оценка природных рисков». Преподавал указанные курсы в 2017—2020 гг.
Подготовил одного кандидата геолого-минералогических наук и трёх кандидатов географических наук.

## Награды
Национальная премия Русского географического общества «Хрустальный компас» за лучший научный проект («Комплексные исследования лавин, селей и снежного покрова в низкогорье, среднегорье и на морских берегах о. Сахалин, Курильских о-вов, Забайкалья и Западного Кавказа») — руководитель проекта (2015 г.).
Медаль имени С. М. Флейшмана — награда Селевой ассоциации за заслуги в области селеведения (2013 г.).

## Публикации
Kazakov, N.A. Snow cover as an electrodynamic system. Earth’s Cryosphere, 2017, 21(2), 11-24
Kazakov, N.A., Gensiorovskiy, J.V., Zhiruev, S.P. Snow lithostratigraphic complexes. Earth’s Cryosphere, 2018, 22(1), 72-93
Kazakov, N.A., Kazakova, E.N., Volkov, A.V. The structure of the snow thickness on the Kola Peninsula. Led i Sneg, 2021, 61(3), 404-419
Bobrova, D.A., Kononov, I.A., Kazakov, N.A. On the possibility of using the data on the objects involved in an avalanche for the estimation of its parameters. Earth’s Cryosphere, 2014, 18(1), 101-105
Lebedeva, E.V., Kazakov, N.A., Ershov, V.V. Endogenic and exogenic hazardous relief-forming processes on Sakhalin Island. IOP Conference Series: Earth and Environmental Science, 2021, 666(4), 042050
Fuchs, S., Shnyparkov, A., Jomelli, V., Kazakov, N., Sokratov, S. Editorial to the special issue on natural hazards and risk research in Russia. Natural Hazards, 2017, 88
Боброва Д. А., Казакова Е. Н., Казаков Н. А. Опасные «нелавиноопасные» склоны. Природа, 2019, № 8, с. 44-53.
Kazakov, N.A., Gensiorovskiy, J.V., Zhiruev, S.P., Drevilo, M.S. The stratigraphic complexes of a snowpack. Annals of Glaciology. 2012. 53(61), 39-44.
Казаков Н. А. Эволюция селевой геосистемы как процесс самоорганизации упорядоченных структур. ГеоРиск. 2015. № 2. С. 28-30.
Казаков Н. А. Прогноз лавин по 27-дневным циклам изменения солнечной активности. Лёд и снег. 2015. Т. 55. № 1. С. 61-68.
Казаков Н. А. Сейсмогенные факторы селевого процесса в низкогорье (на примере о. Сахалин). Геоэкология. Инженерная геология, гидрогеология, геокриология. 2007. № 1. С. 75-81.